# Keeping Up With The Kardashians
„Животът на Кардашиян“ (на английски: Keeping Up With The Kardashians, буквален превод: Проследявам семейство Кардашиян) е американско телевизионно риалити предаване, което се излъчва от 2007 г. до 2021 г. по канал „Е!“. В 20-те сезона на шоуто, то се фокусира върху ежедневието на семейство Кардашиян-Дженър и техните близки и приятели.
Главните звезди са Ким, Клои и Кортни Кардашиян. Често се появяват и родителите им Крис и Кейтлин Дженър (преди позната като Брус), полусестрите им, Кендал и Кайли, и брат им, Роб.
Предаването често получава негативни отзиви поради рекламирането на това „да си известен, само защото си известен“. Въпреки това, рейтингът му остава висок и то остава сред най-успешните продукции на канала, като печели и редица награди.
На 8 септември 2020 г. семейството официално обявява, че са решили да спрат да снимат шоуто, като последният 20-ти сезон започва да се излъчва на 18 март 2021 г. и приключва на 20 юни 2021 г.   След едногодишна пауза семейството се върна във риалити телевизията със новото си шоу "The Kardashians", което започва да се излъчва от 14 април 2022г. чрез Hulu.

## Предистория
Робърт Кардашиян и Крис Дженър сключват брак през 1978 г. и имат четири деца – Кортни, Клои, Ким и Роб. Те се развеждат през 1991 г. като едва след няколко месеца, Крис се омъжва за Брус Дженър (сега познат като Кейтлин). Те имат две деца – Кендал и Кайли. През 2003 г., Робърт умира, след като е диагностициран с рак на хранопровода. През 2004 г., Ким започва да работи като личен стилист и моден консултант на известни личности като Парис Хилтън и Линдзи Лоън.
Клои, Ким и Кортни започват да се занимават заедно с мода и отварят свой бутик, на име „Даш“, в Калабасас, Калифорния. В началото на кариерата си, Ким излиза с известни личности като Рей Джей и Ник Лачи. През 2007 г., домашен порно запис на Ким и Рей Джей е публикувано в интернет. Компанията Vivid Entertainment купува правата на записа за $1 милион и го издава като филм, на име „Ким Кардашян: Суперзвезда“. Шумът около записа привлича вниманието на общественоста към Ким и нейното семейство, съвпадайки със стартирането на риалити предаването отразяващо животът им. Успехът на шоуто последва редица спин-офи и позволи на семейството да се установи като видна фигура във медийното пространство. 

## В България
В България „Животът на Кардашиян“ се излъчва по Диема Фемили от 13 април 2019 г. Ролите се озвучават от Ася Братанова, Силвия Русинова, Йорданка Илова, Ивайло Велчев, Силви Стоицов и Стефан Сърчаджиев – Съра.
|  | Тази страница частично или изцяло представлява превод на страницата Keeping Up with the Kardashians в Уикипедия на английски. Оригиналният текст, както и този превод, са защитени от Лиценза „Криейтив Комънс – Признание – Споделяне на споделеното“, а за съдържание, създадено преди юни 2009 година – от Лиценза за свободна документация на ГНУ. Прегледайте историята на редакциите на оригиналната страница, както и на преводната страница, за да видите списъка на съавторите. ВАЖНО: Този шаблон се отнася единствено до авторските права върху съдържанието на статията. Добавянето му не отменя изискването да се посочват конкретни източници на твърденията, които да бъдат благонадеждни. |